# Tiofenol
A tiofenol a tiolok csoportjába tartozó szerves kénvegyület, kémiai képlete C6H6S. Ez a legegyszerűbb aromás tiol. Szerkezetileg megegyezik a fenollal, annyi különbséggel, hogy a fenolban lévő −OH hidroxilcsoportot a tiofenolban −SH merkapto- vagy szulfhidrilcsoport helyettesíti. Standard hőmérsékleten és nyomáson színtelen, kellemetlen szagú, mérgező folyadék.

## Előállítása
A tiofenol előállítható klórbenzol és hidrogén-szulfid reakciójával:
Ph-Cl + H2S → Ph-SH + HCl
Egy másik módszer a vegyület előállítására a benzolszulfonsav-klorid cinkkel való redukciója.

## Tulajdonságok
A tiofenol észlelhetően erősebb sav mint a fenol, savi disszociációs állandója 6, míg a fenolé 10. Hasonló különbség van a hidrogén-szulfid és víz, valamint a fenolok és a megfelelő alkoholok saverőssége között. A tiofenol erős bázisokkal (pl.: NaOH) való reakciójában tiofenolát sók képződnek. A tiofenol erősen nukleofil, alkil-jodidokkal reagálva tioétereket ad.
Oxidációjakor difenil-diszulfid keletkezik:
2 C6H5SH  +  1/2 O2  →  C6H5S-SC6H5  + H2O
Klórral való reakciója során fenilszulfenil-klorid képződik.

## Fordítás
Ez a szócikk részben vagy egészben  a   Tiophenol című angol Wikipédia-szócikk ezen változatának fordításán alapul.  Az eredeti cikk szerkesztőit annak laptörténete sorolja fel. Ez a jelzés csupán a megfogalmazás eredetét és a szerzői jogokat jelzi, nem szolgál a cikkben szereplő információk forrásmegjelöléseként.